# جوناثان سكوت (مدرب رياضي)
جوناثان سكوت (بالإنجليزية: Jonathan Scott)‏ هو مدرب رياضي أمريكي، ولد في 1966.